# Karel Cudlín

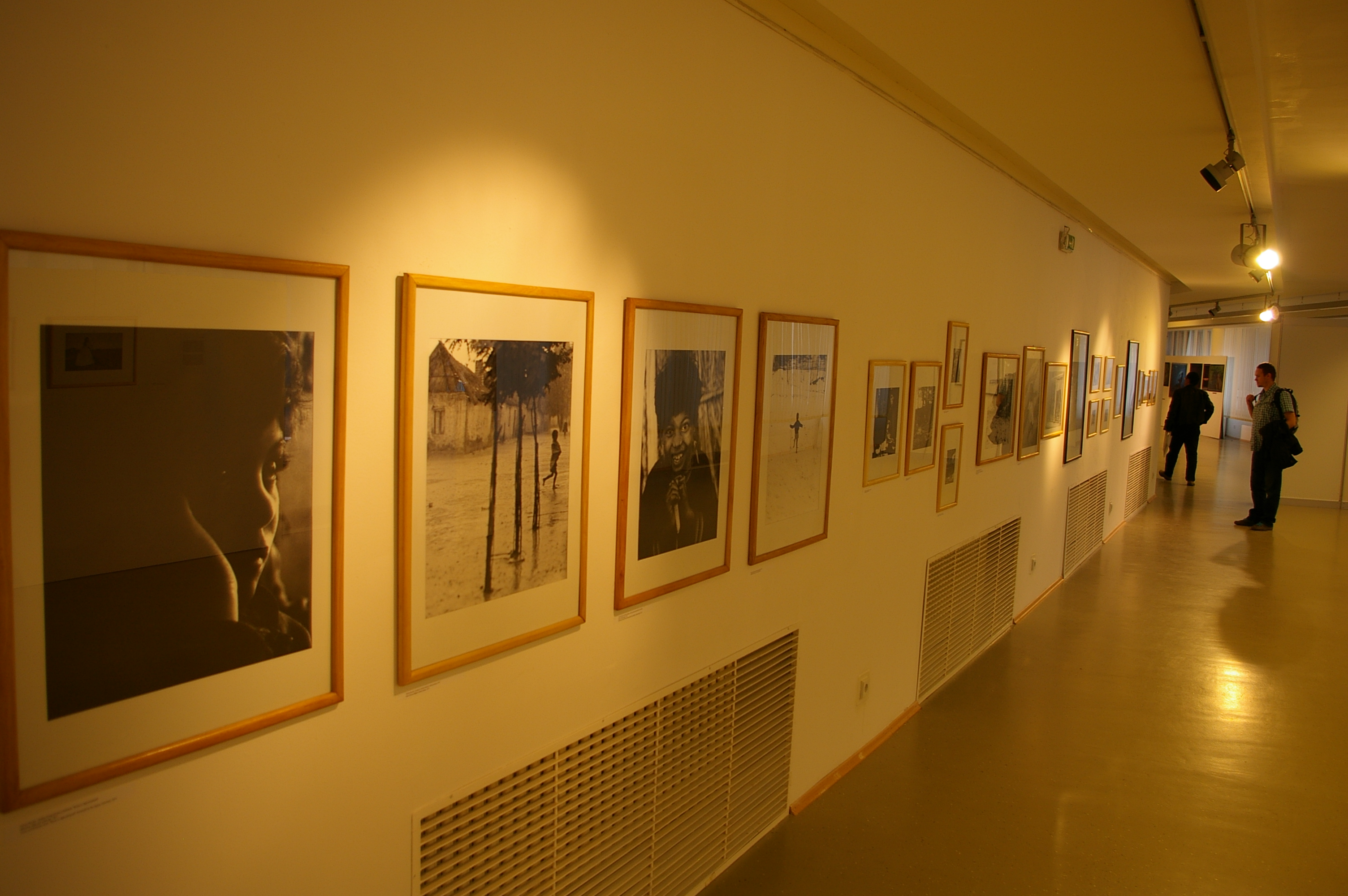
Výstava Karla Cudlína, Měsíc fotografie Bratislava, 2012

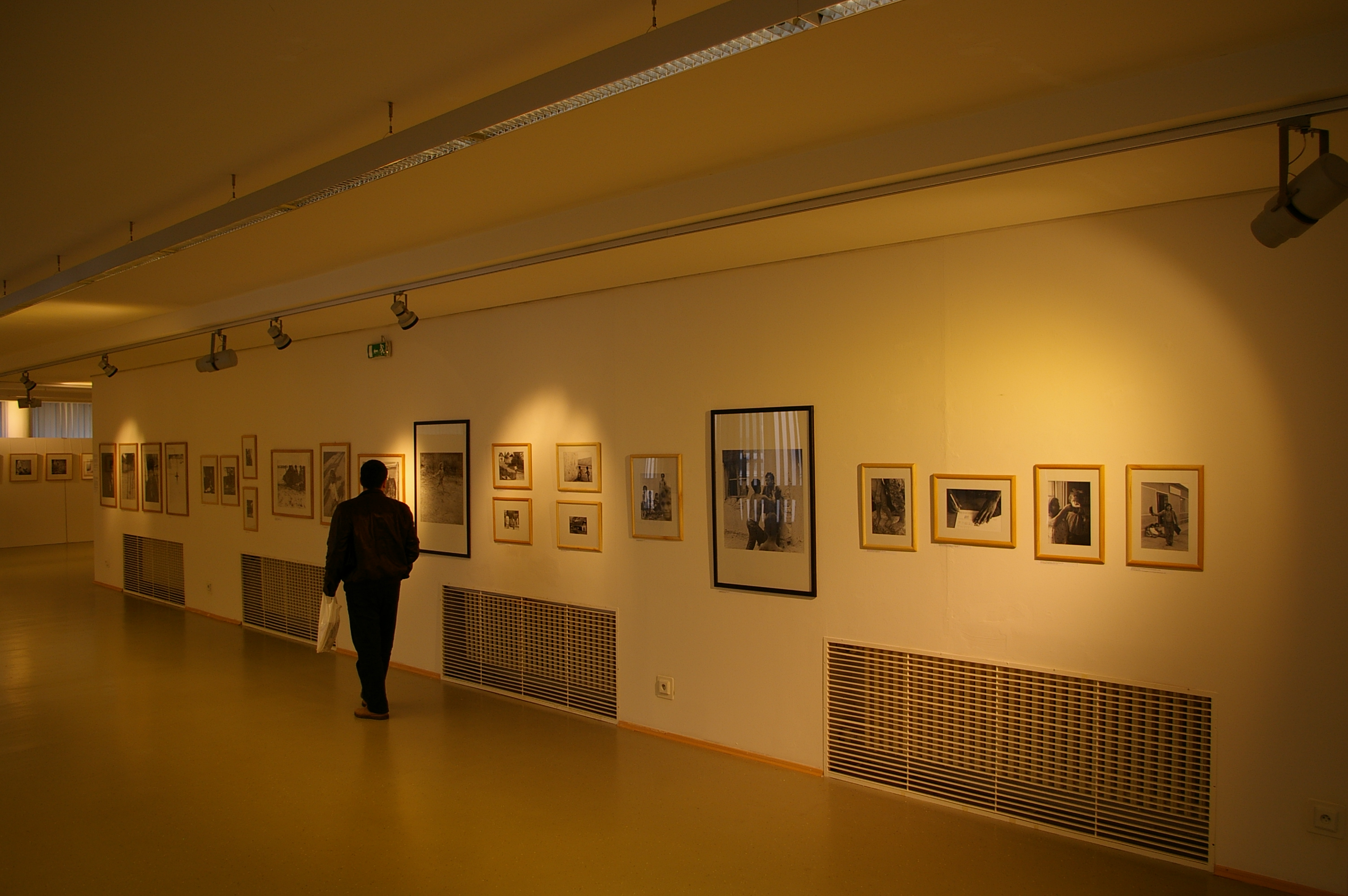
Výstava Karla Cudlína, Měsíc fotografie Bratislava, 2012

Karel Cudlín (* 28. června 1960 Praha) je český fotograf, zabývající se převážně dokumentární fotografií. Působí i jako pedagog. Spolupracuje s vydavatelstvími, televizemi a filmovými produkcemi v České republice i v zahraničí. V letech 1997–2003 byl jedním z oficiálních fotografů prezidenta Václava Havla. Získal v soutěži Czech Press Photo celkem šestnáct cen. V roce 2008 obdržel cenu Revolver Revue. V roce 2016 habilitoval na FAMU docentem.

## Životopis
Karel Cudlín se narodil 28. června 1960 v Praze v rodině lékaře a úřednice. Vyrůstal na Žižkově. V roce 1979 absolvoval gymnázium Na Pražačce. Právě na gymnáziu se začal zabývat fotografováním, s čímž mu podle rozhovorů s ním, pomáhal jeho strýc, který byl amatérský fotograf. Po maturitě nastoupil na střední školu sociálně-právní, kterou studoval v letech 1979–1981.
Na FAMU v roce 1987 absolvoval katedru umělecké fotografie.
Pracoval v redakcích časopisů a novin Mladý svět, Lidové noviny, Respekt a v České tiskové agentuře (ČTA). Více než 25 let spolupracuje s Revolver Revue. Pedagogicky působil například na FAMU a ITF (Institut tvůrčí fotografie).
Pracuje v cyklech, známý je například odchod sovětských vojáků z Československa, komunistické slavnosti, Lucerna, Romové, uprchlíci, Ukrajina, Izrael, zázemí Národního divadla (vyšlo knižně 2005).
V současné době[kdy?] je Karel Cudlín na volné noze.

## Dílo